# Habakuk in angel (Bernini, kapela Chigi)
Habakuk in angel je skulptura, ki jo je ustvaril Gian Lorenzo Bernini ok. 1656–1661. Stoji v niši v  Chigijevi kapeli v baziliki Santa Maria del Popolo v Rimu in prikazuje preroka Habakuka z božjim angelom. Je del večje kompozicije s skulpturo Danijela in leva diagonalno nasproti.

## Zgodovina
Gian Lorenzo Bernini je začel delati v kapeli leta 1652 za Fabia Chigija, kardinala-duhovnika bazilike. Njegov pokrovitelj je bil leta 1655 izvoljen za papeža pod imenom Aleksander VII., kar je dalo nov zagon za obnovo pogrebne kapele. Takrat sta bili niši ob straneh glavnega oltarja še prazni, drugi dve na levi in desni strani vhoda pa sta bili zapolnjeni s kipoma Lorenzetta, ki sta nastala po Rafaelovi zasnovi: Jona in kit ter Elija.
Ohranjena risba iz Berninijeve delavnice dokazuje, da je arhitekt najprej nameraval dva rafaelska kipa prestaviti v prazne niše ob oltarju, a se je kmalu premislil. Ustvaril je dva nova kipa, ki prikazujeta preroka Daniela in Habakuka, in ti kipi so tvorili večjo kompozicijo, obrnjeno drug proti drugemu diagonalno čez prostor kapele. Bernini je ustvaril prostorsko razmerje, ki je poživilo celotno kapelo in njeno klasično obliko spremenilo v novo versko uporabo.
Kip Habakuka je bil postavljen v nišo desno od glavnega oltarja. Skulptura je bila postavljena na svoje mesto novembra 1661, Bernini pa je na njej delal od oktobra 1656.
V Vatikanskih muzejih se je ohranil tudi model kipa iz terakote. Odkar so ga očistili v 1980-ih, so ga pripisovali samemu Berniniju, vendar sta Dickerson in Sigel menila, da je delo pomočnika, verjetno Ercoleja Ferrate, ki je delal z Berninijem v času nastanka Habakuka.

## Opis
Kljub ozki niši je Bernini ustvaril živahno in dramatično kompozicijo. Habakuk sedi na skali s košaro za kosilo ob boku in kaže smer, kamor želi iti, medtem ko se mlad in lep angel nagne iz niše, dvigne Habakukovo glavo za lase in kaže proti Danielu na drugi strani kapele. Prerok je upodobljen kot bradat, starejši, a še vedno močan moški.
Bernini je upodobil zgodbo iz Danielove knjige, ki pripoveduje, kako je Bog rešil Daniela pred lakoto s čudežnim pojavom preroka Habakuka v levji jami (DanD 14,33-36):
 Prerok Habakuk je bil v Judeji; skuhal je enolončnico in nalomil kruh v skledo ter šel na polje, da bi ga odnesel žanjicam. Toda Gospodov angel je rekel Habakuku: »Vzemi hrano, moraš v Babilon, k Danielu, v levji jamo.« Habakuk je rekel: »Gospod, nikoli nisem videl Babilona in ne vem ničesar o brlogu«. Tedaj ga je Gospodov angel prijel za teme in ga nesel za lase; s hitrostjo vetra ga je položil v Babilon, naravnost nad brlog. 
Ko je hvaležni Daniel pojedel večerjo, je Gospodov angel odnesel Habakuka nazaj na njegovo mesto. Ta zgodba je del grških dodatkov k Danielu, ki obsegajo 14. poglavje v Vulgati. Ikonografsko ima kip Habakuka svoj dvojnik v kapeli v rafaelskem kipu Elija, ki prav tako prikazuje preroka, ki ga je pred lakoto rešil Gospodov angel.
Drug razlog, zakaj se je Bernini verjetno odločil prikazati to epizodo, je ta, da je Chigijeva knjižnica vsebovala edino znano besedilo Septuaginta iz Danielove knjige, iz katere je bila zgodba črpana, Codex Chisianus 45. Zanimivo je, da sta dva zgodnja vodnika po baziliki, Alberici (1600) in Landucci (1646), identificirala takrat obstoječa kipa v kapeli kot Jona in Habakuk, namesto njunih resničnih subjektov, Jona in Elija. Napaka bi lahko kazala na to, da je bil kip Habakuka del ikonografskega programa kapele v zgodnejši fazi.